# Toulon

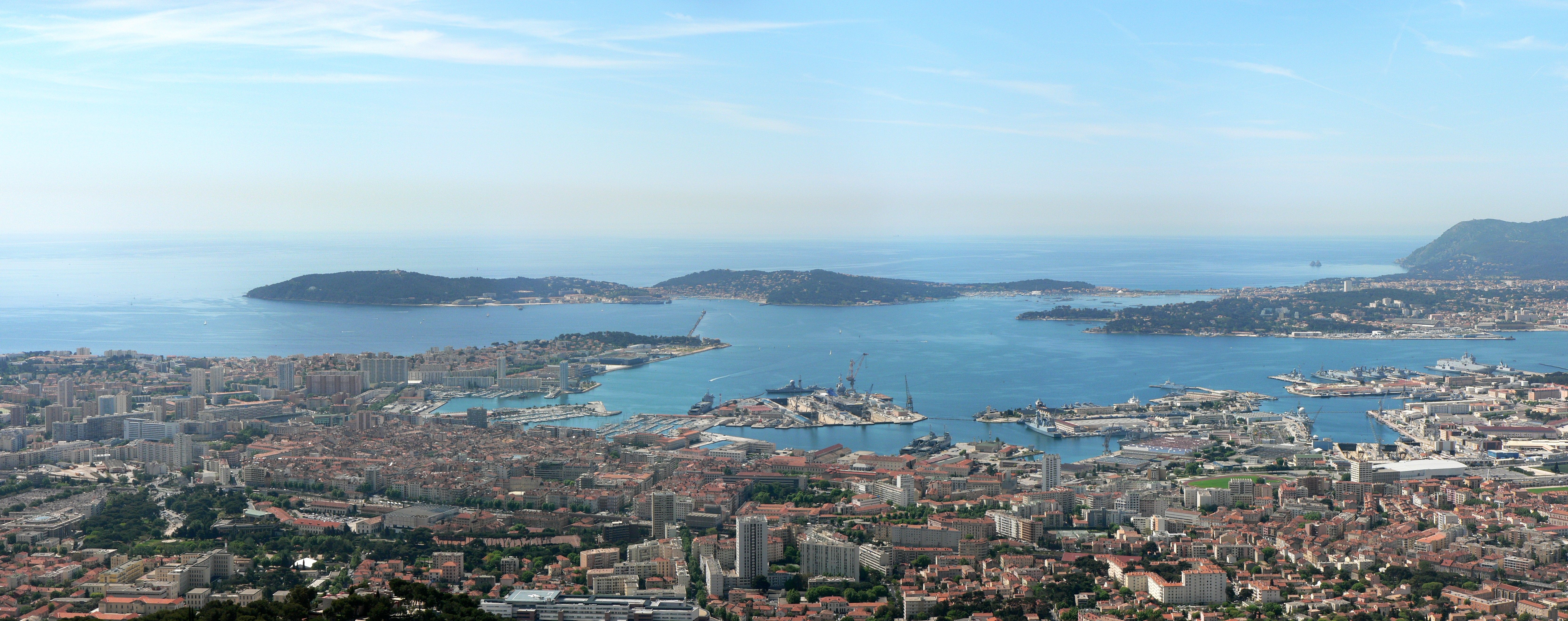
A város látképe a Mont Faron-ról

Toulon (kiejt: [tulɔ̃]; okcitán nyelv provanszál dialektusában: Tolon vagy Touloun) nagyváros Franciaország déli részén, a Provence-Alpes-Côte d’Azur régióban, Var megye székhelye (prefektúra).
Toulon egy szinte teljesen zárt kettős öböl partján található, a külső Grande Rade és a belső Petite Rade végében fekszik, a szárazföld felől pedig hegyek koszorúzzák a várost. Nemcsak a francia flotta legnagyobb támaszpontja a Földközi-tengeren, hanem a tengerparti Var megye székhelye, fontos ipari, oktatási és kulturális központ. A város mégiscsak főképpen a cols bleus, a kékgallérosoknak is nevezett haditengerészek városa.

## Története
Időszámításunk elején Telo Martius néven római kikötőváros volt, ahol fontos iparág fejlődött ki, az öbölben élők a bíborcsigából festéket állítottak elő, amit kelmefestésre használtak.
Amikor a város a XV. század végén francia kézre került, a védett öbölbe hadikikötőt telepítettek; már XII. Lajos gályái is itt horgonyoztak. IV. Henrik nagyobb kikötőt építtetett, XIV. Lajos pedig kedvelt katonai építészével, Vaubannal alakíttatott ki erődöket a kikötő védelmére.
1744. február 9-én az osztrák örökösödési háború részeként a Sicié-fokl előtt győzte le a Claude-Élisée de Court de La Bruyère ellentengernagy vezette francia–spanyol flotta a városról elnevezett touloni csatában a Thomas Mathews parancsnoksága alatt küzdő földközi-tengeri angol flottát — alapvetően az angol parancsnokok személyi ellentétei miatt. A vereség után az angol flotta elhagyta a Földközi-tengert, ahol átmenetileg a spanyolok kerültek fölénybe. Mathewst és helyettesét, Richard Lestockot hadbíróság elé állították. Botrányos tárgyalások után a valószínűleg vesztegetett bírók előbbi elítélték, utóbbit felmentették.
A francia forradalom éveiben a királypártiak az angol flotta rendelkezésére bocsátották az erődöt, amit a franciák 1793 augusztusában sikerrel ostromoltak meg. A győzelmet egy fiatal tüzérkapitány, Napoléon Bonaparte ágyúi segítették elő, őt ezért azonnal tábornokká léptettek elő. Igaz, a harcokban Toulon annyira tönkrement, hogy felszámolása is szóba került, de végül újjáépítették, és ismét flottatámaszpont lett.
A második világháborúban ide gyűlt össze a francia flotta azon hatvan hajója, amelyeket a német megszállók meghagytak a kollaboráns kormány kezében. Amikor  1942 őszén az addigi szabad övezetet is megszállták, világossá vált, hogy a francia hajókat is kézre akarják keríteni. A flotta megkísérelhette volna a kitörést a kikötőből, de a Vichy-kormány inkább elsüllyesztette a hajókat. Toulon a szövetségesek bombázásának állandó célpontja lett, majd a partraszállás után egyhetes kemény ostrommal foglalták vissza a francia csapatok. A csaknem teljesen elpusztult várost és vele a hadikikötőt gyorsan újjáépítették.

## Demográfia
| Év   | Lakosság |
| ---- | -------- |
| 1793 | 19 000   |
| 1800 | 22 000   |
| 1806 | 28 170   |
| 1821 | 30 798   |
| 1831 | 33 885   |
| 1841 | 45 449   |
| 1846 | 62 941   |
| 1851 | 69 474   |
| 1856 | 83 705   |

| Év   | Lakosság |
| ---- | -------- |
| 1861 | 84 601   |
| 1866 | 77 126   |
| 1872 | 74 800   |
| 1876 | 70 509   |
| 1881 | 70 103   |
| 1886 | 70 122   |
| 1891 | 77 747   |
| 1896 | 95 276   |

| Év   | Lakosság |
| ---- | -------- |
| 1901 | 101 602  |
| 1906 | 103 549  |
| 1911 | 104 582  |
| 1921 | 106 331  |
| 1926 | 115 120  |
| 1931 | 133 263  |
| 1936 | 150 310  |
| 1946 | 125 742  |

| Év   | Lakosság |
| ---- | -------- |
| 1954 | 141 117  |
| 1962 | 161 786  |
| 1968 | 174 746  |
| 1975 | 181 801  |
| 1982 | 179 423  |
| 1990 | 167 619  |
| 1999 | 160 639  |
| 2006 | 167 816  |
| 2010 | 164 532  |

## Látnivalók

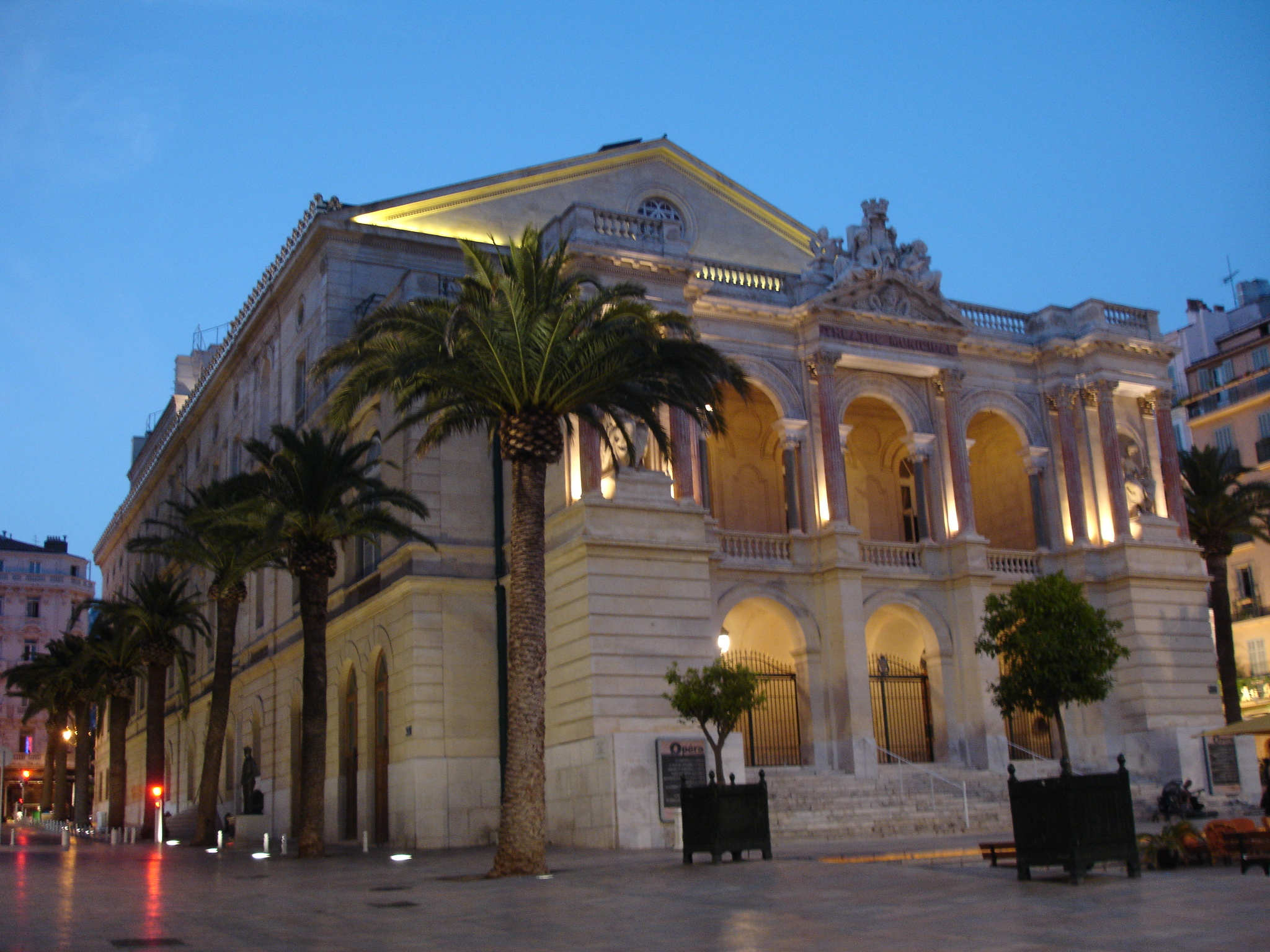
Az Operaház

- Museé naval – a tengerészeti múzeum, melynek bejáratául egy hatalmas díszkapu szolgál, a kapu neve Arsenal és 1738-ban készült, ez egyben a haditengerészeti fegyverraktár és bázis díszkapuja is.
- Église St-Louis – 18. századi kupolás templom.
- Darse Neuve – a kikötő egy része, mely 1680-1700 között épült katonai célokra, manapság a kirándulóhajókat fogadja.
- Église St-François-de-Paule - 1744-ben épült templom.
- A régi városháza - Pierre Puget szobrászművész két hatalmas Atlasz-figurájával, az egyik az erő, a másik a fáradtság ábrázolása.
- Cathédrále St-Marie – 1740-ben épült székesegyház.
- Fontaine des Trois Dauphins – 1782-ben készült szökőkút, Jean Chastel tervei által.
- Operaház – nézőtere 1800 látogató befogadására képes.
- A forradalom századik évfordulójának emlékműve - André Allar alkotása.
- Mont Faron – a város fölé magasodó hegy, legmagasabb pontja 584 méter, teteje kilátópont. Az itt álló egykori erődben rendezték be Dél-Franciaország felszabadításának emlékmúzeumát (Musée-Memorial du Débarquement)

## Oktatás
- Kedge Business School

## Testvérvárosok
- La Spezia, 1958 óta.
- Mannheim, 1958 óta.
- Norfolk, 1988 óta.
- Kronstadt, 1996 óta.
- Khemisset, 2005 óta.